# Resende Costa
Resende Costa é um município brasileiro do estado de Minas Gerais. Sua população recenseada em 2022 era de 11.230 habitantes.
O artesanato é a principal atividade econômica do município, sendo grande fomentador do turismo de Resende Costa.

## História

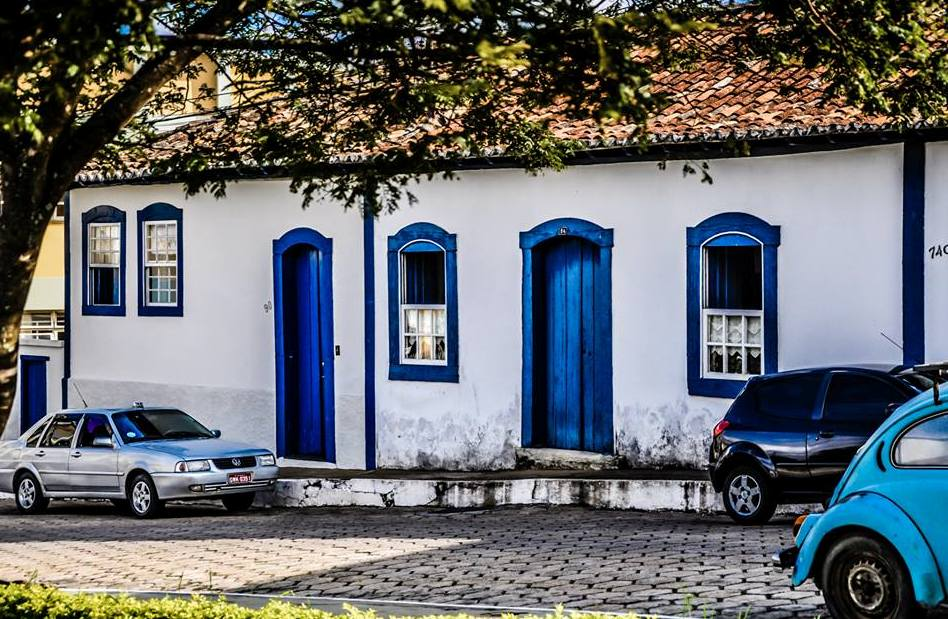
Casa do Inconfidente José de Resende Costa, em Resende Costa, Minas Gerais.

A ocupação da atual região de Resende Costa deu-se em 1749, quando foi erigida uma primitiva capela. No local da dita capela atualmente se encontra a Igreja Matriz de Nossa Senhora da Penha. Junto a primitiva capela, também foram construidas oito casas, pertencentens as primeiras famílias do arraial. Dentre essas casas, destacam-se a dos inconfidentes José de Resende Costa pai e filho e a casa do Padre Toledo.
No ano de 1840, mais precisamente no dia 1º de setembro, foi desmembrada da Paróquia de Santo Antônio de Lagoa Dourada. Com isso, foi elevada à paróquia, tendo como primeiro pároco o padre resende-costense Joaquim Carlos de Resende Alvim. Além disso, foi elevado a distrito do município de São José del-Rei, hoje Tiradentes. Emancipou-se pela lei estadual nº 556, sancionada pelo governador Bueno Brandão, em 30 de agosto de 1911, com a denominação de Vila de Resende Costa. O nome é uma homenagem ao inconfidente José de Resende Costa, o filho, que em 1840 fez expressivas doações para a instalação da freguesia e do distrito da Lage. No dia 2 de junho do ano seguinte, a sua emancipação político-administrativa foi oficializada, tendo como primeiro administrador municipal o presidente da Câmara Francisco Mendes de Resende.
A partir de 1923 o município passou a denominar-se, simplesmente, Resende Costa.

## Geografia
Conforme a classificação geográfica do IBGE, Resende Costa é um município da Região Geográfica Imediata de São João del-Rei, na Região Geográfica Intermediária de Barbacena.
Ocupa uma área de 618,312 km², tendo uma densidade demografica de 18,16 hab/km², segundo o censo de 2022.

### Circunscrição eclesiástica
A paróquia Nossa Senhora da Penha de França pertence à Diocese de São João del-Rei.

### Subdivisões

#### Bairros
De acordo com a Lei Municipal nº 3.008, de 18 de dezembro de 2006, o município tem os seguintes bairros:
- Bela Vista
- Canela
- Centro
- Expedicionários
- Horto
- Jardim
- Mendes
- Nossa Senhora Aparecida
- Nossa Senhora da Penha
- Nova Resende
- Novo Horizonte
- Pôr do Sol
- Santa Terezinha
- Santo Antônio
- São José
- Tijuco
- Várzea

#### Distrito
Há no município o distrito de Jacarandira.

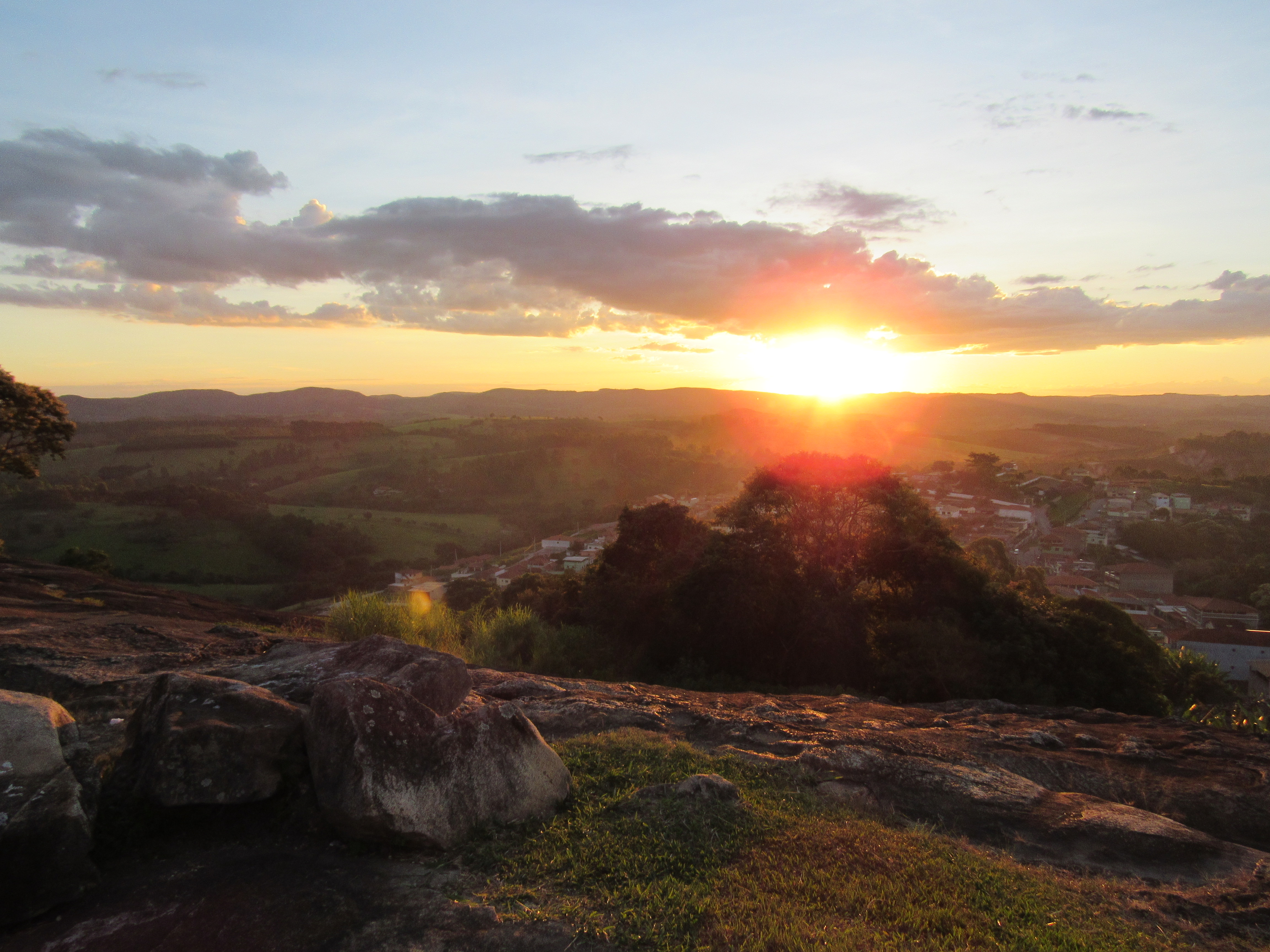
Pôr do sol visto da laje de cima. Do lado esquerdo, parte da serra em Ritápolis.

## Infraestrutura Urbana

### Educação
Resende Costa possui 7 escolas de ensino fundamental e 2 de ensino médio. A taxa de escolarização, segundo o censo de 2010, é de 97% da população entre 6 e 14 anos.

### Saúde
Constam 9 estabelecimentos SUS.

### Saneamento básico
Segundo censo do IBGE, datado de 2010, 53% do esgoto urbano era destinado a fossas rudimentares, 33% para fossas sépticas, e apenas 13% à rede geral de esgoto ou rede pluvial.
Previa-se que a rede coletora de esgoto de Resende Costa fosse concluída em fevereiro de 2012, porém isto não aconteceu, devido à empresa responsável ter abandonado o serviço. As obras só foram retomadas em 2014, por outra construtora. Previa-se então a inauguração em abril de 2015. A inauguração só foi ocorrer em março de 2017.
Consiste em um reator anaeróbio, seguido por filtro e decantador, embora o projeto inicial previsse a criação de lagoas, e requer 6 funcionários dedicados integralmente à ETE. A coleta de esgoto, em agosto de 2017 atendia 20% da cidade; em setembro relatava-se 40%. O esgoto tratado, biologicamente, é lançado no Córrego do Tijuco.

### Segurança
O Presídio de Resende Costa é uma estrutura inaugurada em 2008 no bairro do Tijuco, possuindo 5 celas, e 48 detentos em 2017.
Anteriormente o presídio era gerido pela Polícia Civil. A partir de 2016, a gestão passou a ser realizada pela Suapi. Os detentos de Prados fossem transferidos para Resende Costa, pois a cadeia de Prados era inadequada e precisava ser desativada pelo governo estadual.
Em 2017, iniciou-se um projeto de ressocialização: produção de bloquetes para pavimentação das ruas do município. Atuavam no projeto 12 detentos, produzindo 1440 bloquetes todos os dias. Cada 3 dias de trabalho dão aos participantes 1 dia a menos no cumprimento da pena.
O trabalho de ressocialização também uniu-se à Coleta Seletiva de lixo reciclável da cidade, que ocupava 4 detentos, e existia desde pelo menos 2014. Chegou a ser proposto, também em 2017, ocupar outros 4 detentos com combate ao mosquito Aedes aegypti, limpando terrenos baldios da cidade, e construir uma escola de ensino fundamental e médio para beneficiar os presos que não completaram os anos escolares.

## Cultura

### Biblioteca Municipal
A Biblioteca Municipal Antônio Gonçalves Pinto foi criada em 29 de abril de 1918 com a doação de 266 livros do acervo de Antônio Gonçalves Pinto para o município.  em 2008 foi transferida para a sede atual, na praça Nossa Senhora de Fátima.
Seu público-alvo compõe-se principalmente de crianças, adolescentes, e jovens em idade escolar. Em 2013, eram 2.505 leitores cadastrados, número que aumentou para 3.182 usuários em 2017. Grande parte do seu acervo é mantida através de doações. Em 2018, possui quase 10.000 livros registrados.
Dentre os principais problemas da biblioteca podemos citar poucos livros atualizados (principalmente enciclopédias); ausência de computadores para acesso à Internet; ausência de sistema informatizado para catalogação; problemas na infraestrutura do prédio (rachaduras, infiltrações, mofo, empenamento do piso de tábua corrida). Muitos dos problemas persistem. Em 2018, ocorreu a instalação dos computadores.

### Meios de comunicação
O município possui um jornal de circulação mensal, o Jornal das Lajes, criado em 2003 por Denilson Daher; e também uma rádio comunitária, a Rádio Inconfidentes FM, gerida pela Associação Comunitária de Radiodifusão para o Desenvolvimento Artístico, Educacional e Cultural do município de Resende Costa (ACRADATEC - RC).

## Naturais de Resende Costa
Naturais de Resende Costa